# Megaland

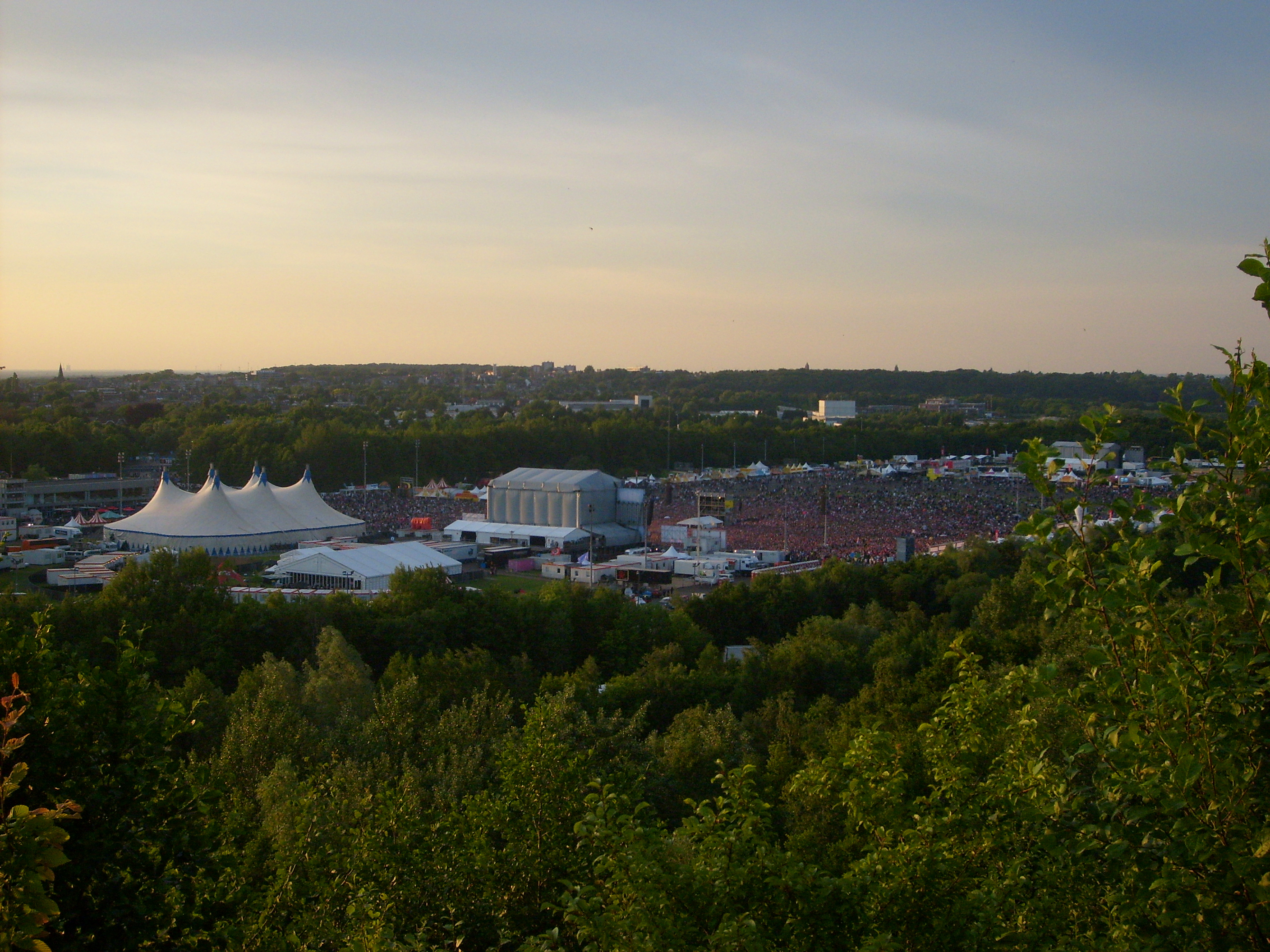
Pinkpop 2009 op Megaland Landgraaf

Megaland is een evenemententerrein in Schaesberg, gemeente Landgraaf, in de Nederlandse provincie Limburg. Het terrein heeft een grootte van circa 27 hectare en dankt zijn bekendheid vooral aan het 3-daagse Pinkpop-festival, dat sinds 1988 jaarlijks hier plaatsvindt en gemiddeld 60.000 bezoekers per dag trekt. Daarnaast wordt het terrein gebruikt voor andere evenementen als markten, tentoonstellingen, autoshows, ballonfestivals en vliegerfeesten.
Het terrein is gelegen op het grondgebied van Park Gravenrode, het groene hart van Parkstad Limburg, samen met attracties als GaiaPark, Mondo Verde en SnowWorld. Ten oosten van het terrein ligt de hoeve Overstehof en ten zuiden de mijnheuvel Wilhelminaberg.

## Geschiedenis
Megaland is in 1995 ontstaan op het terrein van de Draf- en Renbaan Limburg (DRL), dat in 1982 werd opgebouwd tijdens de herstructurering van het terrein van de voormalige steenkolenmijn Wilhelmina en de Oranje-Nassau II-mijn, die respectievelijk in 1969 en 1971 werden gesloten. Op deze plek lag de steenberg van de Oranje-Nassau II, die voor de aanleg van de renbaan deels werd afgegraven en afgevlakt. In 1987 besloot de Pinkpop-organisatie van het Burgemeester Damen Sportpark te Geleen naar de DRL te verhuizen in het daaropvolgende jaar, omdat deze locatie vele malen geschikter en ruimer was en het festival zo beter kon uitgroeien. De paardensport leed daarentegen verlies en om die reden werd dit in 1993 definitief stilgelegd, waardoor het niet zeker werd wat er verder met het terrein ging gebeuren. Om de toekomst van Pinkpop te verzekeren, werd het terrein in 1995 veranderd in een volledig evenemententerrein en daarbij omgedoopt tot "Megaland".

## Voorzieningen
Op het terrein staat behalve de grasvelden ook een grote hal van 1800 m², waar kleinere evenementen kunnen worden gehouden als snuffelmarkten, beurzen en congressen. In 2000 heeft Megaland ook een wielerbaan van circa 1600 meter lang laten aanleggen, waar wedstrijden en trainingen kunnen worden gehouden. Daarnaast was er een openluchtbioscoop op het terrein aanwezig.